# Llista de batalles de la guerra del Peloponnès
Les batalles més destacades de la guerra del Peloponnès foren:
- Batalla de Sibota
- Batalla de Potidea
- Batalla de Calcis
- Batalla de Naupacte (429 aC)
- Batalla de Tanagra (426 aC)
- Batalla d'Olpes
- Batalla de Pilos
- Batalla d'Esfactèria
- Batalla de Dèlion
- Batalla d'Amfípolis
- Setge de Siracusa (413 aC)
- Batalla de Mantinea (418 aC)
- Batalla de Sime
- Batalla de Cinossema
- Batalla d'Abidos
- Batalla naval de Cízic
- Batalla de Nòtion
- Batalla naval de les Arginuses
- Batalla d'Egospòtam